# Nabil al-Arabi
Nabil al-Arabi (arabiska: نبيل عبد الله العربي, Nabīl ʿAbd Allāh al-ʿArabī), född 15 mars 1935 i Kairo, död 26 augusti 2024, var en egyptisk diplomat, jurist och politiker. Han efterträdde i mars 2011 Ahmed Aboul Gheit som Egyptens utrikesminister men avgick senare samma år för att efterträda Amr Musa som Arabförbundets generalsekreterare, vilket han var till 2016. Som utrikesminister efterträddes al-Arabi av Muhammad al-Orabi.